# جوائز الفلم الرئاسية
جوائز الفيلم الرئاسية (بالإنجليزية: Presidential Film Awards) هي جوائز توزع في حفل يقام في سريلانكا. تنظمه المؤسسة الوطنية للأفلام بالتعاون مع أمانة رئاسة الجمهورية، ووزارة الشؤون الثقافية. كانت الجائزة الأولى في عام 1979، من الرئيس جيه آر جايواردين، واستمرت حتى عام 2004. لم تُقام الجوائز من 2005 إلى 2014 عندما كان ماهيندا راجاباكسي رئيسًا. بدء تقديم الجائزة مرة أخرى في عام 2015 من الرئيس مايثريبالا سيريسينا.

## وصلات خارجية
https://english.newsslbc.lk/?p=9087 نسخة محفوظة 20 يوليو 2021 على موقع واي باك مشين. جوائز الفيلم الرئاسية
https://english.newsslbc.lk/?p=9062 نسخة محفوظة 20 يوليو 2021 على موقع واي باك مشين. جوائز الفيلم الرئاسية
http://www.nfc.gov.lk/presidentioal_awards.php جوائز الفيلم الرئاسية
https://www.imdb.com/event/ev0011709/overview/ جوائز الفيلم الرئاسية
https://www.pinterest.com/pin/513762269991763289/ جوائز الفيلم الرئاسية
https://www.sundayobserver.lk/2017/04/02/presidential-film-awards جوائز الفيلم الرئاسية